# Can't Rely on You
Can't Rely on You è un singolo della cantante britannica Paloma Faith, pubblicato il 23 febbraio 2014 come primo estratto del suo terzo album in studio A Perfect Contradiction.
Il brano è stato scritto dalla stessa Paloma Faith con Pharrell Williams, attivo anche come produttore.

## Il video
Nel video si possono ascoltare alcune frasi dette in lingua italiana all'inizio e alla fine di esso. Esso è ambientato in luoghi lussureggianti e contiene immagini anacronistiche.

## Tracce
Digitale
1. Can't Rely on You - 3:19

## Classifiche
| Classifica (2014)      | Posizione raggiunta |
| ---------------------- | ------------------- |
| Official Singles Chart | 10                  |